# Лебедев
Лебедев (на руски: Лебедев) е хутор в Кантемировски район на Воронежка област на Русия.
Влиза в състава на селището от селски тип Пасековское. В хутора не живеят постоянни жители.

## География

### Улици
- ул. Степная.

## Население
| 2010 |
| ---- |
| 0    |